# Gephyromantis leucocephalus
Gephyromantis leucocephalus är en groddjursart som beskrevs av Angel 1930. Gephyromantis leucocephalus ingår i släktet Gephyromantis och familjen Mantellidae. IUCN kategoriserar arten globalt som nära hotad. Inga underarter finns listade i Catalogue of Life.